# Чагыран, Эврен
Эврен Чагыран (тур. Evren Çağıran; род. 14 февраля 1993, Турция) — турецкий стрелок из лука, специализирующийся в дисциплине блочный лук. Серебряный призёр чемпионата мира.

## Биография
Эврен Чагыран родился 14 февраля 1993 года в Стамбуле.
В 2014 году на университетском чемпионате мира в Легнице в составе сборной Турции завоевал бронзовую медаль в командном мужском турнире. Турки победили бельгийцев в поединке за бронзовую медаль. Спустя два года на том же турнире в Улан-Баторе завоевал две серебряные медали: в личном турнире и в смешанной паре с Ешим Бостан.
В 2016 году выиграл этап Кубка мира в Анталье в одиночном разряде, победив в финале соотечественника Самета Джан Якали. Примечательно, что до этого турецкие лучники ни разу не завоёвывали медалей на домашних турнирах. Этот результат позволил Чагырану принять участие в Финале Кубка мира в Оденсе, но в первом поединке уступил Рео Уайлду.
В 2019 году Чагыран завоевал серебряную медаль на взрослом чемпионате мира в Хертогенбосе в составе мужской сборной Турции. Финал завершился победой лучников сборной Кореи со счётом 235:233. В августе Чагыран принял участие на II Европейских играх в Минске, где стал бронзовым призёром в паре с Ешим Бостан.
Чагыран завоевал две медали на этапах Кубка мира 2019: личное золото в Берлине (победа в финальной перестрелке над Майком Шлуссером) и командное серебро в Анталье. Эти результаты позволили турецкому лучнику принять участие в Финале Кубка мира в Москве, но вновь уступил в первом же поединке американцу Брейдену Геллентьену.